# Пінанг (аеропорт)
Міжнародний аеропорт Пінанг (IATA: PEN, ICAO: WMKP) — це однин з найбільш завантажених аеропортів Малайзії. Аеропорт розташований поблизу Баян-Лепас на південно-східному краю острова Пенанг, за 16 км (9,9 миль) на південь від центру міста. Раніше відомий як міжнародний аеропорт Баян-Лепас, він був відкритий у 1935 році, що робить його одним із найстаріших аеропортів країни.